# 美月絢音
美月絢音（みつき あやね、1997年7月16日 - ）は、日本のグラビアアイドル、タレント。岐阜県出身。

## 略歴
コンセプトカフェでのアルバイト経験から、大学卒業後にコンセプトカフェの運営会社に就職（バイト先とは別の企業）。コスプレ好きが伴いサークル参加もしており、撮影会に参加したことで、2020年にSNSのDMで事務所にスカウトされた。コスプレ経験から、衣装が可愛ければ露出度が高くでも気にならず、ハイレグなども抵抗も薄かったという。
『Armour Modelling』（大日本絵画）2022年5月号で雑誌初の表紙モデルとなり、『週刊アサヒ芸能』（徳間書店）2022年8月4日特大号で週刊誌初の表紙モデルを務めた。
2022年、熊田曜子と共にオールスター後夜祭の水着アシスタントを務めた。
2022年7月4日発売の『週刊プレイボーイ』（集英社）の企画「次世代グラドルクビレ番付 2022年夏場所」にて、「西の関脇」に選出された。
2023年1月30日発売の『週刊プレイボーイ』でセミヌードを披露した。
2024年10月26日、自身のSNSを更新し同日をもって株式会社NEW PIECEとの契約満了に伴い退所したことを報告、今後も活動を続けることも併せて報告した。

## 人物
- 趣味はコンカフェ・ネコカフェ巡りで、特技は体が柔らかいこと[8]。
- 童顔ながらイメージビデオでは過激な衣装を好むことで知られ、V字変形ハイレグなどの「着てない感じ」がお気に入りとのこと[9]。
- 視力が悪いため、普段は眼鏡をかけている[3]。
- 何もしないとやせ細ってしまう体質のため、グラビアではあえてムチムチした体になるよう心掛けている[2]。

## 作品

### イメージビデオ
- ショートカット（2021年4月20日、ラインコミュニケーションズ）[10]
- とまどいの連続（2021年11月26日、竹書房）[8][11]
- 癒やしの天使（2022年4月29日、スパイスビジュアル）[12][13]
- みつきのひみつ（2022年8月20日、ラインコミュニケーションズ）[14][15]
- 甘い誘い（2022年12月16日、エスデジタル）[16][17][18]
- 魔法をかけて（2023年6月23日、竹書房）[19][20]

## 出版

### 写真集
- みつき色（2023年2月28日、ワニブックス、撮影：中山雅文）ISBN 978-4847084744[21][22]

### フォトブック
- SPECIAL FAN BOOK（2023年2月5日、トランスワールドジャパン、撮影：菜乃花）ISBN 978-4862563668[23][24]

### デジタル写真集
- 初恋しょーとかっと（2021年10月29日、ドラゴンフライブック［idolpost］）
- 美月絢音が水着で剣道（2022年1月15日、講談社［ヤンマガデジタル写真集］、撮影：田中智久）[25]
- 美月絢音が水着でバレーボール（2022年1月15日、講談社［ヤンマガデジタル写真集］、撮影：田中智久）[26]
- 純粋無垢（2022年2月25日、竹書房［Bamboo e-Book］）
- すべすべ（2022年2月25日、竹書房［Bamboo e-Book］）
- 柔肌（2022年2月25日、竹書房［Bamboo e-Book］）
- 裏カジノのご令嬢（2022年3月18日、アイロゴス［必撮！まるごと☆］、撮影：富田恭透）
- 美脚OL上から見るか下から見るか（2022年4月1日、アイロゴス［必撮！まるごと☆］、撮影：富田恭透）
- 癒やしの天使 〜Ver.1〜（2022年7月18日、スパイスビジュアル）
- 癒やしの天使 〜Ver.2〜（2022年7月22日、スパイスビジュアル）
- ヴェットとベッドと : The Vette And The Bed（2022年7月28日、DA Publishing、撮影：Dan AOKI）
- Kiss You（2022年8月18日、エー・ビー・エンターテイメント）
- 夕陽ドライブ : In The Room, To The Sunset（2022年8月25日、DA Publishing、撮影：Dan AOKI）
- 清純白書（2022年10月7日、アイロゴス［必撮！まるごと☆］、撮影：富田恭透）
- グラドル、ラブホ、裸身（2023年1月30日、集英社［週プレ PHOTO BOOK］、撮影：東京祐）[27]
- あやねと一緒（2023年2月1日、秋田書店［月チャンデジグラ］）
- 絢音のシークレットルーム（2023年2月10日［必撮！まるごと☆］、アイロゴス）
- 天然スク水でいいかな？（2023年4月1日、秋田書店［ヤングチャンピオンデジグラ］）
- みつき色 〜 another edition 〜（2023年6月20日、ワニブックス［ワニブックスデジタル写真集］、撮影：中山雅文）[28]
- みつき色 〜 Best Selection 〜（2023年7月20日、ワニブックス［ワニブックスデジタル写真集］、撮影：中山雅文）[29]
- 美月絢音 BEST（2023年8月1日、アイロゴス［必撮！まるごと☆］）
- 清楚で可愛くて…（2024年2月22日、竹書房［Bamboo e-Book］）
- ちょっといいですか…（2024年7月1日、秋田書店［ヤングチャンピオンデジグラ］）
- 今宵の美月のように 1･2･DX（2024年12月20日、小学館［sabra net e-Book］）[30][31][32]
- 週刊GIRLS-PEDIA 099（2025年1月1日、KADOKAWA）[33]
- 恥じらい PetitBEST（2025年2月21日、アイロゴス［必撮！まるごと☆］）

### トレーディングカード
- 美月絢音 ファースト・トレーディングカード（2023年12月16日、ヒッツ）[34][35]

## 出演

### テレビ番組
- 鎧美女 #78（2021年6月22日〈21日深夜〉、フジテレビONE）- 甲冑：徳川秀忠[36]

### 音声配信
- よゐこ有野のノーギャラジオ（2022年4月25日、Radiotalk）[37]